# Ian Sirelius
Ian Alexander Sirelius (Stoccolma, 28 ottobre 1987) è un ex calciatore svedese, di ruolo centrocampista.

## Carriera
È cresciuto calcisticamente nell'IF Hermelinerna, una squadra minore del quartiere stoccolmese di Bromma, prima di passare al fiorente settore giovanile del Brommapojkarna.
Nel 2006 e nel 2007 ha giocato nella quinta serie nazionale con i colori dell'Ängby IF, formazione dell'omonimo quartiere situato a poche centinaia di metri da Bromma.
La stagione 2008 l'ha disputata con il Råsunda IS salendo di un livello, visto che la squadra militava in quarta serie.
Nel 2009 ha fatto un ulteriore passo avanti con il passaggio al Gröndals IK, potendo così giocare per due anni in Division 1, il terzo livello del calcio svedese.
Sirelius è entrato poi a far parte del Sirius, militandovi a partire dall'annata 2011. All'epoca la squadra militava anch'essa in Division 1, ma al termine della stagione 2013 è stata promossa in seconda serie. Alla prima esperienza nel campionato cadetto, Sirelius ha collezionato 11 presenze di cui 5 da titolare. Dopo essersi lasciato alle spalle alcuni infortuni che hanno limitato il suo utilizzo nel corso degli anni precedenti, Sirelius è stato un giocatore chiave nella stagione 2016 che ha visto il Sirius tornare nella massima serie dopo decenni, al punto tale da essere nominato giocatore dell'anno dai tifosi. Nel corso della stessa stagione ha avuto anche un importante apporto realizzativo, con 7 reti segnate in 28 partite. Al suo primo anno nel campionato di Allsvenskan, Sirelius ha disputato 14 partite su 30, anche in questo caso con la complicità di qualche problema fisico. Nel corso dell'Allsvenskan 2018 ha collezionato invece 25 apparizioni, di cui 19 dal primo minuto. 17 le presenze nel campionato 2019, che è stato anche l'ultimo della sua carriera, visto che nel gennaio del 2020 il giocatore ha annunciato il ritiro dal calcio giocato all'età di 32 anni.